# Турло, Станислав Степанович
Станислав Степанович Турло (19 августа 1889 — 27 июля 1942) — участник революционного движения и Гражданской войны в России, советский государственный и партийный деятель.

## Биография
Уроженец Виленской губернии. Сын батрака, в юном возрасте лишившись отца, рано пошёл работать, сначала подпаском, затем подручным слесаря и конюхом у почтового чиновника. Переехав в Ригу, стал рабочим балтийской мануфактуры. Революционер. С 1905 года — член РСДРП. Преследовался царскими властями. Позже в анкете в графе «образование» указывал: «в тюрьме и ссылке».
В 1911 году был арестован и осуждён к административной высылке на 2 года в Вельск (Вологодская губерния), после освобождения в 1913 году продолжил революционную деятельность.
В 1916 году повторно арестован и осуждён к административной высылке на 3 года в Якутскую область. Февральская революция освободила его из ссылки.
С. Турло принял активное участие в революции 1917 года и последующей Гражданской войне в России.
В 1918 году был назначен председателем Исполнительного комитета Донецкого окружного Совета (Область Войска Донского).
В том же году был членом Центрального бюро литовских секций при ЦК РСДРП(б) — РКП(б)
С марта 1918 года занимал должность председателя Донской областной ЧК. Затем, партия направила С. Турло председателем Ростово-Нахичеванского комитета РКП(б).
С июня по конец сентября 1918 года — комиссар по борьбе с контрреволюцией Донской Советской Республики
В августе 1918 года одновременно — заместитель председателя Пензенского губернского комитета РКП(б), затем до октября возглавлял исполком Пензенского губернского Совета.
В 1919—1921 годах работал инспектором Особого отдела ВЧК при СНК РСФСР. Был заместителем начальника Особого отдела ВЧК 15-й армии РККА, созданной несколько месяцев ранее из войск Советской Латвии. Позже — начальник Особого отдела конного корпуса, а затем Особого отдела ВЧК 2-й Конной армии (Южный фронт). Служил под командованием О. И. Городовикова и Ф. К. Миронова.
Когда член Реввоенсовета Западного фронта Иосиф Уншлихт поставил вопрос о переводе Турло в распоряжение Центрального комитета Литовско-Белорусской советской республики, Я. Берзин резко возражал и отправил в Москву соответствующий доклад, в котором дал высокую оценку своему заместителю: 

«Турло коммунист с 1905 года, в особотделе работает с первых дней его существования, приобрёл громадный опыт и с его откомандированием особотдел теряет одного из лучших работников. Откомандировать его в данный момент немыслимо…».
В 1921 году направлен в Среднюю Азию и назначен председателем Ферганской областной Чрезвычайной комиссии. При покушении получил серьёзное ранение (в него было выпущено 4 пули, все попали в цель) и до 1922 года находился на излечении.
С 1922 по август 1924 года служил начальником Контрразведывательного отдела, пограничных войск Полномочного представительства ГПУ — ОГПУ по Западному краю.
Позже руководил Витебского окружного отдела ОГПУ при СНК СССР. Трудился до августа 1924 года, затем настоял на своем увольнении из органов госбезопасности.
В 1924—1926 годах был членом ЦК РКП(б) — ВКП(б).
С 1936 года — на партийной работе в Татарской и Башкирская АССР.
Затем до августа 1938 года — секретарь районного комитета ВКП(б) в Новосибирске.
После освобождения от занимаемой должности, назначен заведующим Новосибирским областным партийным архивом.
Репрессирован. 15 августа 1938 года был арестован. В сентябре 1941 года осуждён «за принадлежность к контрреволюционной организации» к 8-ми годам лишения свободы. Наказание отбывал в Красноярском исправительно-трудовом лагере НКВД, где и умер в 1942 году.
Автор курса лекций, а фактически учебника под названием «Красная контрразведка». Это был первый учебник для молодых чекистов в Красной России. В 1924 году в типографии ПП ОГПУ по Западному краю была отпечатана под грифом «секретно» книга Станислава Турло «Шпионаж».